# Seventh Star
A Seventh Star, az angol Black Sabbath 1986-ban megjelent, 12. stúdióalbuma. Az album korántsem a megszokott körülmények között készült. A Sabbath az 1980-as évek közepén igen instabil éveket élt át. Az eredeti felállásból mindössze Tony Iommi gitáros maradt meg, minden poszton változások történtek. 1984-ben David Donato énekes érkezett Ian Gillan helyére. A csapat vele azonban csak demo felvételeket készített. 1985-ben a korábbi Deep Purple basszusgitáros, Glenn Hughes lett a zenekar énekese, amely kissé meglepte a publikumot, ám Hughes helyt állt. Basszusgitárosként Dave Spitz érkezett a zenekarba. A lemezen Eric Singer dobol, aki később Alice Cooper, valamint a Kiss dobosa lett. A billentyűs hangszereket Geoff Nicholls kezelte.

## Információk
A Seventh Star lett volna eredetileg Tony Iommi első szólólemeze, azonban ez az elképzelés módosult, és a lemez Black Sabbath featuring Tony Iommi névvel lett ellátva. Miután az album megjelent, a Seventh Star Tour nevű koncertkörúton már nem Hughes énekelt, hanem Ray Gillen állt a mikrofon mögött. Az album a Billboard 200-as listáján a #78. helyet érte el. Legismertebb dala az albumnak a "No Stranger To Love".

## Tartalma
1. "In for the Kill" – 3:48
2. "No Stranger to Love" – 4:28
3. "Turn to Stone" – 3:28
4. "Sphinx (The Guardian)" – 1:12
5. "Seventh Star" – 5:20
6. "Danger Zone" – 4:23
7. "Heart Like a Wheel" – 6:35
8. "Angry Heart" – 3:06
9. "In Memory..." – 2:35

## Közreműködők
- Glenn Hughes – ének
- Tony Iommi – gitár
- Geoff Nicholls – billentyűs hangszerek
- Dave Spitz – basszusgitár
- Eric Singer – dobok
- Gordon Copley – basszusgitár a "No Stranger To Love" nevű dalban.